# الحسوة (مصر)
قرية الحسوة هي إحدى القرى التابعة لمركز أبو رديس في محافظة جنوب سيناء في جمهورية مصر العربية. حسب إحصاءات سنة 2018، بلغ إجمالي السكان في الحسوة 1,133 نسمة، منهم 580 رجل و 553 إمرأة.